# Église Saint-Laurent de Langeais
Pour les articles homonymes, voir Église Saint-Laurent.
L'église Saint-Laurent est une ancienne église paroissiale de culte catholique dans la commune de Langeais, dans le département français d'Indre-et-Loire.
Cette église romane du XIe siècle, agrandie au siècle suivant et désaffectée à la Révolution française, est classée comme monument historique en 1990.

## Localisation
L'église se situe dans le faubourg de Saint-Laurent-de-Langeais, sur les hauteurs de Langeais, à environ 700 m à vol d'oiseau au nord-ouest du centre-ville.

## Histoire
La date de fondation d'un lieu de culte dédié à saint Laurent sur ce site n'est pas connue, mais les fouilles ont montré l'existence d'une première église carolingienne et un prieuré dépendant de l'abbaye de la Trinité de Beaulieu-lès-Loches à l'époque de Foulques Nerra est mentionné.
L'église romane fait l'objet de modifications au XIIe siècle : un nouveau porche et un transept sont construits, un chœur terminé par une abside remplace le chevet plat. Au XVIe siècle, l'abside principale est isolée du reste de l'édifice par la construction d'un mur diaphragme. Les fouilles montrent que l'église a servi de lieu d'inhumation à partir du XIe siècle.
L'église est désaffectée et vendue comme bien national en 1798, utilisée comme bâtiment agricole puis comme dépôt de matériaux.
Des fouilles ont lieu en 1901 mais, en 1938, le porche d'entrée est détruit. De nouveaux sondages archéologiques sont réalisés en 1988 en préalable à des travaux de restauration.

## Protection
L'église a été classée au titre des monuments historiques le 9 juillet 1990.

## Description

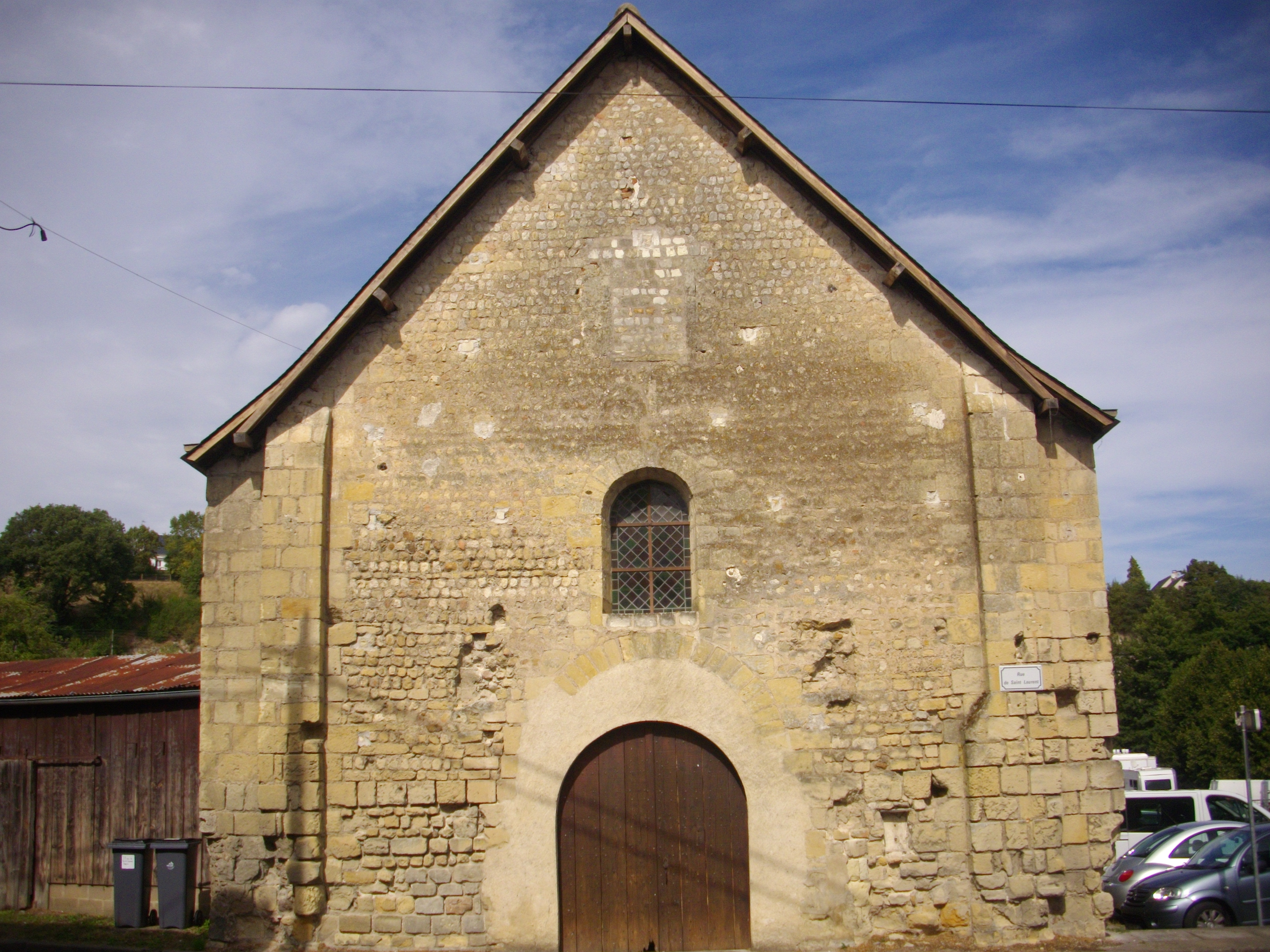
Façade.

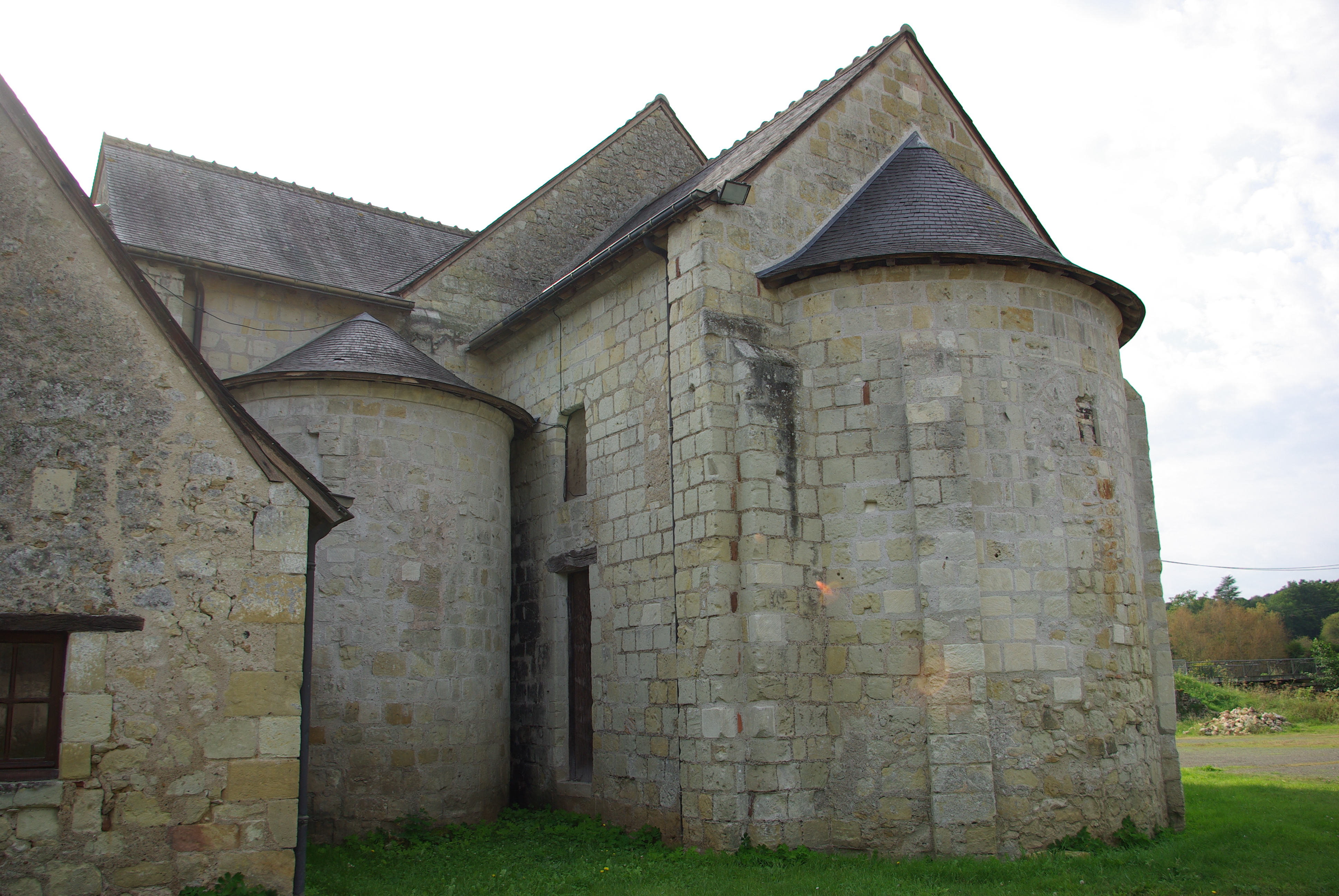
Chevet.

À l'exception de son porche détruit, l'église Saint-Laurent est l'une des églises romanes les mieux conservées dans leur état d'origine d'Indre-et-Loire.
L'église se compose d'une nef, d'un transept dont les bras sont accompagnés d'une absidiole sur leur mur oriental et d'un chœur composé d'une travée et d'une abside.
Les murs de la nef sont à l'origine maçonnés en petit appareil ; bien que ce dernier ait été repris ultérieurement et remplacé par du moyen appareil, la maçonnerie d'origine apparaît encore nettement dans le mur gouttereau nord, avec les trous de boulins supportant les échafaudages, et en façade. Les baies en plein cintre du XIXe siècle qui éclairent la nef ont été rouvertes après avoir été murées.
La façade est percée d'une porte moderne percée à la suite de la destruction, en 1938, d'un porche dont les piédroits du portail étaient constitués de colonnettes. Les arrachement des murs latéraux du porche restent visibles dans le mur de façade. La baie qui surmonte la porte avait été partiellement masquée, dans sa partie inférieure, lors de la construction du porche.
Le transept, dépassant peu la largeur de la nef, comporte une absidiole en demi-cercle sur le mur oriental de chacun de ses bras.
La travée de chœur, de construction en moyen appareil postérieure à la nef, est moins large que cette dernière. Elle est terminée par une abside semi-circulaire encore plus étroite ; un mur diaphragme du XVIe siècle la sépare de la nef.

## Pour en savoir plus